# Diamondville
Diamondville – miasto w Stanach Zjednoczonych, w stanie Wyoming, w hrabstwie Lincoln.